# Московский механизм ОБСЕ
Московский механизм ОБСЕ — метод работы ОБСЕ в области человеческого измерения по инициативе стран-участниц. Включает создание миссий экспертов или докладчиков для работы с положением с человеческим измерением в определённой стране. Эксперты и докладчики не могут быть назначенцами, гражданами или резидентами соответствующей страны или государств-инициаторов миссии.
Механизм может быть запущен:
- самой соответствующей страной по собственной инициативе или по запросу другого государства-участника (в этих случаях государство само выбирает экспертов),
- шестью государствами-участниками (в случае, если соответствующее государство в ответ на сделанный запрос не сформировало миссию экспертов или инициаторы считают, что вопрос не был разрешен в результате направления миссии экспертов) — вместо эксперта в данном случае государствами-инициаторами назначается докладчик. Соответствующее государство имеет право назначить содокладчика, который вместе с назначенным инициаторами докладчиком выбирает третьего содокладчика (при разногласиях третьего содокладчика назначает уполномоченный на то Советом министров орган ОБСЕ), но не обязано этого делать.
- десятью государствами-участниками — без предварительных переговоров с соответствующим государством, но с соблюдением его права назначать содокладчика.
- Руководящим советом (бывший Комитет старших должностных лиц) или Постоянным советом (бывший Постоянный комитет).

Механизм введён Московским документом СБСЕ в 1991 году в развитие Венского механизма, предусматривавшего двусторонние встречи и обмен информацией по тематике человеческого измерения.
Эксперты выбираются из особого списка, куда их назначают государства-участники. Для работы механизма требуется не менее 45 экспертов. Из-за нехватки экспертов в 2016—2017 году механизм был неработоспособен.
Московский механизм применялся восемь раз, в отношении:
- сообщений о нападениях на и зверствах в отношении безоружных гражданских лиц в Хорватии и Боснии и Герцеговине (1992) по инициативе 13 участников СБСЕ
- Эстонии (1992) по собственной инициативе
- Молдовы (1993) по собственной инициативе
- Сербии и Черногории (1993) по инициативе Комитета старших должностных лиц
- военной операции НАТО в бывшей Союзной Республике Югославии (1999) по инициативе России (на портале ОБСЕ указано, что использовался Венский/московский механизм, в докладе Хельсинкской комиссии США — что только Венский[4])
- Туркмении (2002—2003) по инициативе 10 участников ОБСЕ[5][6]
- Белоруссии (2011) по инициативе 14 участников ОБСЕ[7]
- России (2018) по инициативе 16 участников ОБСЕ[8][9][10].
- Белоруссии (2020) по инициативе 17 участников ОБСЕ[11][12][13]

Туркменистан, Белоруссия и Россия высказывали критику в отношении применения к ним Московского механизма.
3 марта 2022 года 45 стран задействовали Московский механизм для рассмотрения cерьезной озабоченности по поводу последствий для гуманитарной ситуации и прав человека граждан Украины. Oтчет, подготовленный профессорaми Вольфгангом Бенедеким, Вероникой Белковой и Марко Сассоли, охватывающий период с 24 февраля по 1 апреля и опубликованный 13 апреля, указал целый перечень бесчеловечных действий в Украине.
3 июня 2022 года по запросу Украины, 45 стран задействовали Московский механизм ОБСЕ во второй раз для расследования сообщений о нарушениях прав человека и международного гуманитарного права на своей территории.
В докладе, обнародованном на заседании Постоянного совета ОБСЕ 14 июля 2022 года, миссия экспертов обнаружила «явные закономерности серьёзных нарушений международного гуманитарного права». Tам как и в предыдущем, также задокументированы свидетельства среди прочего прямых атак против гражданских лиц, изнасилований, пыток и принудительной депортации. В нём также указаны два новых «тревожных явления», а именно «создание и использование так называемых фильтрационных лагерей» и «тенденция передавать задержанных лиц» ДНР и ЛНР с тем чтобы они «применяли проблематичные методы, включая вынесение смертных приговоров».
28 июля 2022 года 38 государств-участников ОБСЕ запустили Московский механизм по созданию экспертной миссии по расследованию нарушений прав человека в Российской Федерации. Эксперты оценят, среди прочего, состояние выполнения Россией обязательств ОБСЕ в области человеческого измерения и влияние государственной политики на гражданское общество, свободу СМИ, верховенство закона и дееспособность демократических процессов и институтов, а также на достижение всеобъемлющей цели безопасности ОБСЕ.